# ¡Ay, Carmela!
¡Ay Carmela! è un film del 1990 diretto da Carlos Saura, tratto dall'omonima pièce teatrale di José Sanchis Sinisterra. Appartiene al filone delle opere postfranchiste che vogliono ritrarre il regime in chiave tragicomica.

## Trama
Il film narra la storia di due teatranti, Carmela e Paulino, e di un muto, che, durante la guerra civile spagnola, si trovano per sbaglio a passare in territorio franchista: vengono quindi catturati e costretti a recitare sotto la regia di un luogotenente italiano fascista (Amedeo Giovanni di Ripamonte) in una farsa con canzonette fasciste e avanspettacolo di regime davanti a ufficiali e ad un pubblico di condannati a morte. La triste sorte di questi ultimi provoca la ribellione di Carmela, che viene uccisa sul palco mentre interpreta la Repubblica vilipesa.

## Riconoscimenti
- European Film Awards 1990: miglior attrice (Carmen Maura)
- 13 Premi Goya 1991 (su 15 candidature): miglior film, miglior regista, miglior attrice (Carmen Maura), miglior attore (Andrés Pajares), miglior attore non protagonista (Gabino Diego), migliore sceneggiatura non originale, miglior produzione, miglior montaggio, miglior scenografia, migliori costumi, miglior trucco, miglior sonoro e migliori effetti speciali